# Яковенко Олександр Михайлович (полковник)
Олександр Михайлович Яковенко (1908, селище Вознесенськ Актюбінського повіту Тургайської області, тепер село Вознесеновка Мартуцького району Актюбінської області, Республіка Казахстан — ?) — радянський діяч органів державної безпеки, керівник боротьби радянської влади проти УПА на території Волинської області. Депутат Верховної Ради УРСР 2-го скликання.

## Біографія
Народився в родині українського селянина-бідняка. У 1921 році закінчив 2-х класне училище у Вознесенську. У червні 1924 — вересні 1927 р. — працював у господарстві батька, а у вересні 1927 — вересні 1929 р. — працював у власному господарстві у селищі Вознесенськ.
У вересні 1929 — липні 1932 р. — комунар, заступник голови, голова правління комуни «Степ» села Вознесенськ Акбулацького району Казакської АРСР.
Член ВКП(б) з листопада 1930 року.
У липні — вересні 1932 р. — слухач 2-місячних курсів радянського будівництва при ЦВК Казакської АРСР у Алма-Аті. У вересні 1932 — серпні 1935 р. — студент Інституту радянського будівництва при ВЦВК у місті Казані.
У серпні 1935 — квітні 1936 р. — інструктор Президії Центрального виконавчого комітету Казакської АРСР.
У квітні 1936 — серпні 1938 р. — заступник голови, голова Талди-Курганського районного виконавчого комітету Казахської РСР.
У серпні — листопаді 1938 р. — інструктор відділу радянської торгівлі ЦК КП(б) Казахстану. У листопаді 1938 — квітні 1939 р. — заступник завідувача відділу радянської торгівлі ЦК КП(б) Казахстану.
У квітні 1939 — березні 1941 р. — начальник відділу кадрів Народного комісаріату внутрішніх справ Казахської РСР. Одночасно, у травні 1940 — березні 1941 р. — заступник народного комісара внутрішніх справ Казахської РСР з кадрів. У березні — серпні 1941 р. — заступник народного комісара державної безпеки Казахської РСР з кадрів.
У серпні 1941 — грудні 1943 р. — начальник Управління Народного комісаріату внутрішніх справ Казахської РСР по Алма-Атинській області. У грудні 1943 року відкомандирований у розпорядження НКВС Української РСР.
У лютому 1944 — березні 1948 р. — начальник Управління Народного комісаріату-Міністерства внутрішніх справ УРСР по Волинській області.
У березні 1948 — січні 1952 р. — начальник Управління Міністерства внутрішніх справ УРСР по Одеській області. У січні 1952 року зачислений у діючий резерв МВС і відкомандирований у розпорядження 1-го Головного управління при Раді Міністрів СРСР.
У січні 1952 — 1954 р. — начальник 26-го окремого дивізіону внутрішньої охорони Міністерства державної безпеки-Міністерства внутрішніх справ СРСР (військова частина № 51989). З квітня 1954 року переведений у кадровий резерв Радянської армії.

## Спогади та твори
- Яковенко О. Останні постріли. Розповідь колишнього чекіста // Радянська Волинь, 1975. — 16,19,21,22,23,25,26,30 травня, 1 червня, 4,5,7,10,11,12 жовтня.
- Яковенко О. Бандити, які не покаються, будуть знищені / Олександр Яковенко // Радянська Волинь (Луцьк). — 1945 — 13 липня.

## Звання
- старший лейтенант державної безпеки (17.05.1939)
- капітан державної безпеки (29.05.1940)
- підполковник державної безпеки (11.02.1943)
- полковник державної безпеки (3.05.1944)

## Нагороди
- два ордени Трудового Червоного Прапора (5.11.1940, 23.01.1948)
- орден Вітчизняної війни 1-го ст. (10.04.1945)
- орден Богдана Хмельницького 2-го ст. (20.10.1944)
- 3 медалі
- заслужений працівник НКВС (18.02.1946)